# Oribotritia anceps
Oribotritia anceps är en kvalsterart som beskrevs av Wojciech Niedbała 2000. Oribotritia anceps ingår i släktet Oribotritia och familjen Oribotritiidae. Inga underarter finns listade i Catalogue of Life.